# Shanghai Devil
Shanghai Devil es una historieta italiana de género histórico de la casa Sergio Bonelli Editore, creada por Gianfranco Manfredi.
La miniserie fue publicada en Italia desde octubre de 2011 a marzo de 2013, por un total de 18 números.
La historia es la continuación de Volto Nascosto, otra miniserie de Manfredi editada desde 2007 a 2008.

## Argumento y personajes
Ugo Pastore, el joven idealista romano que ya aparece en Volto Nascosto, se une a su padre Enea en China, donde se ve involucrado en el levantamiento de los bóxers. Ugo tiene consigo la máscara de plata de Volto Nascosto y es obligado a llevarla para esconder su identidad, volviéndose Shanghai Devil, nombre que le atribuye la prensa británica.
Otros personajes, ficticios o realmente existidos, son:
- Enea Pastore: padre de Ugo, representante de la empresa comercial de Roma «Caput Mundi»;
- Meifong: chica de la que Ugo se enamora, quien ha sido vendida por su familia al burdel de Madame Niang;
- Ha Ojie: actor amigo de Ugo;
- Tai-Mien: guerrero enmascarado sirviendo a la rebelión;
- Evaristo Cazzaniga: listo e impredecible aventurero milanés;
- Lady Jane Stanton: espía británica;
- Chuang Lai: jefe de los bóxers y monje shaolin;
- Kuang Su: emperador de la dinastía Qing;
- Suxi: concubina del emperador Xianfeng, regente para el sobrino Kuang Su;
- Sir Claude Maxwell McDonald: ministro británico para China en 1896;
- James Burke: vendedor de opio.[4][5][2][6]